# Friedensdemonstration in Bonn 1982

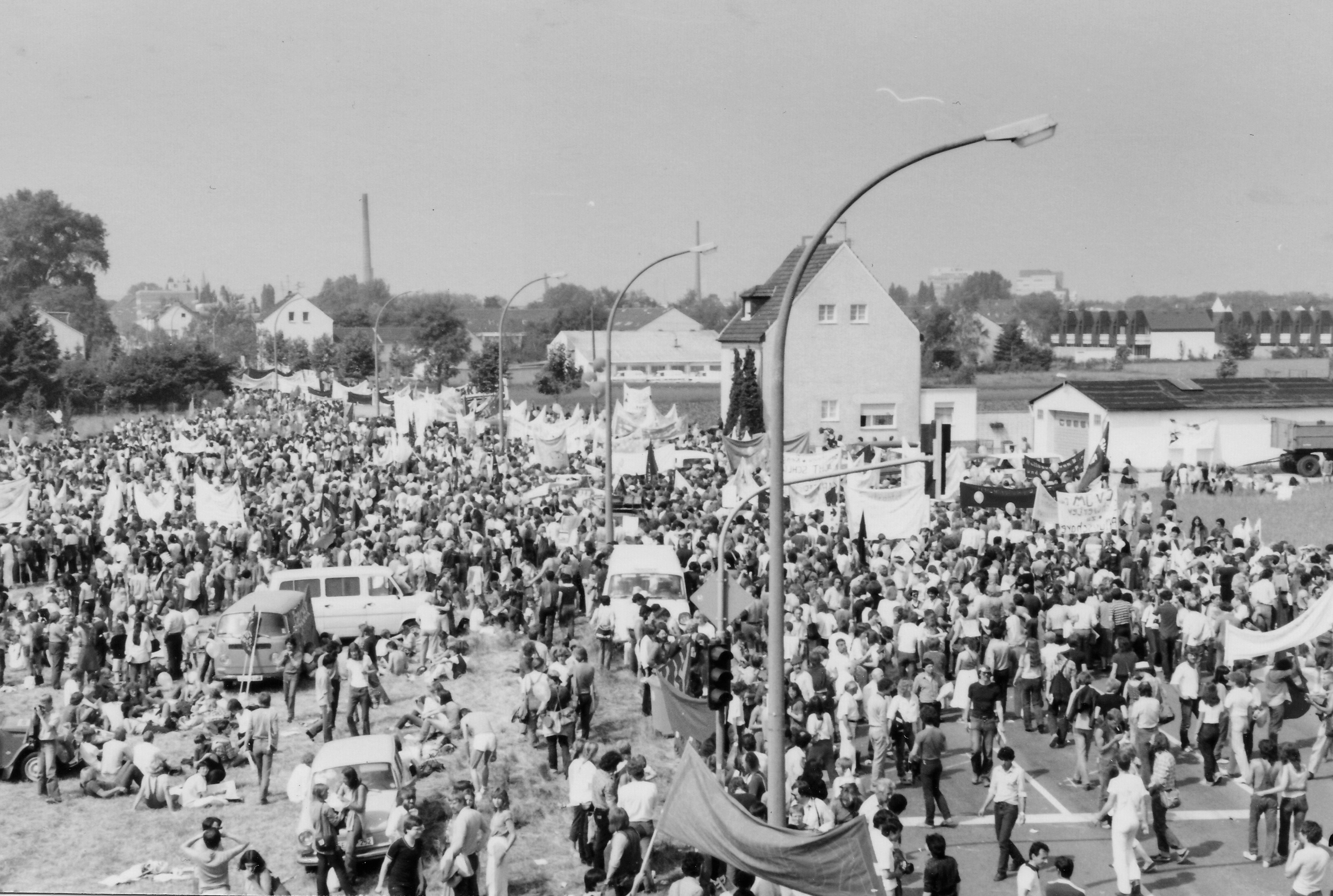
Auftaktversammlung zu einem der Demonstrationszüge

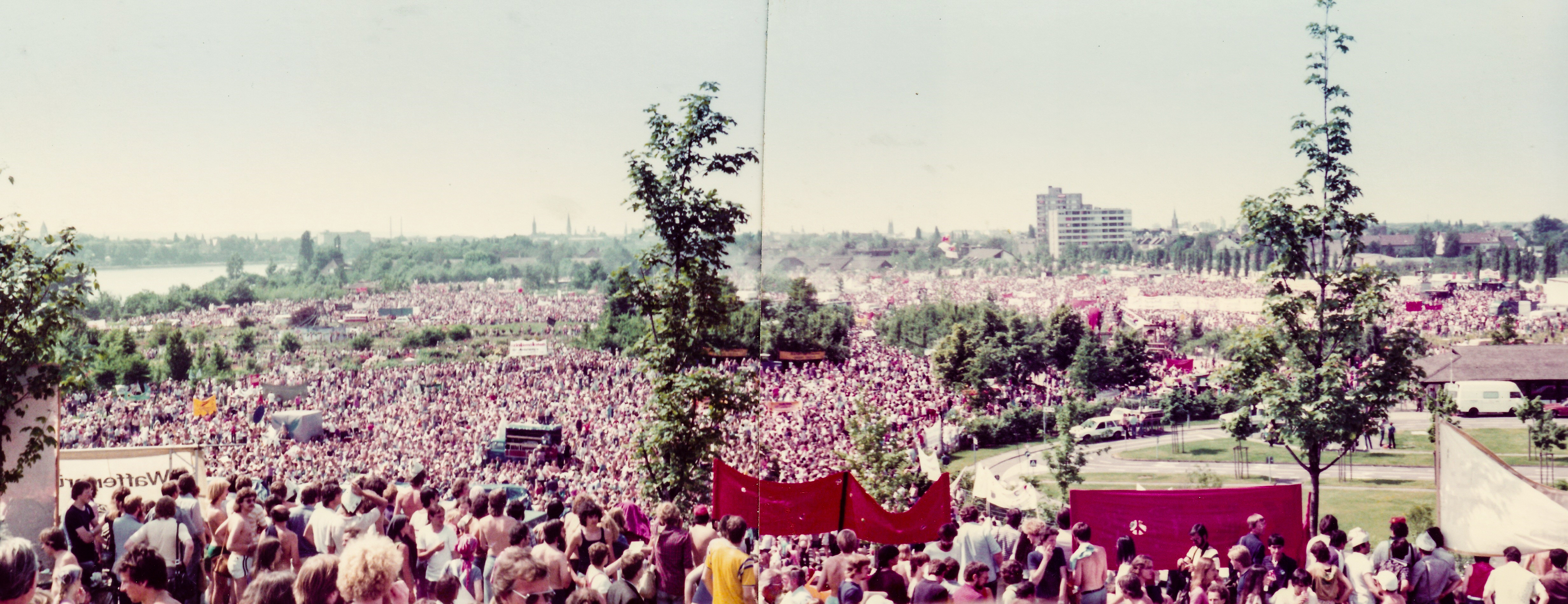
Blick auf die Versammlung der ca. 500.000 Menschen zum politischen Programm in der Rheinaue

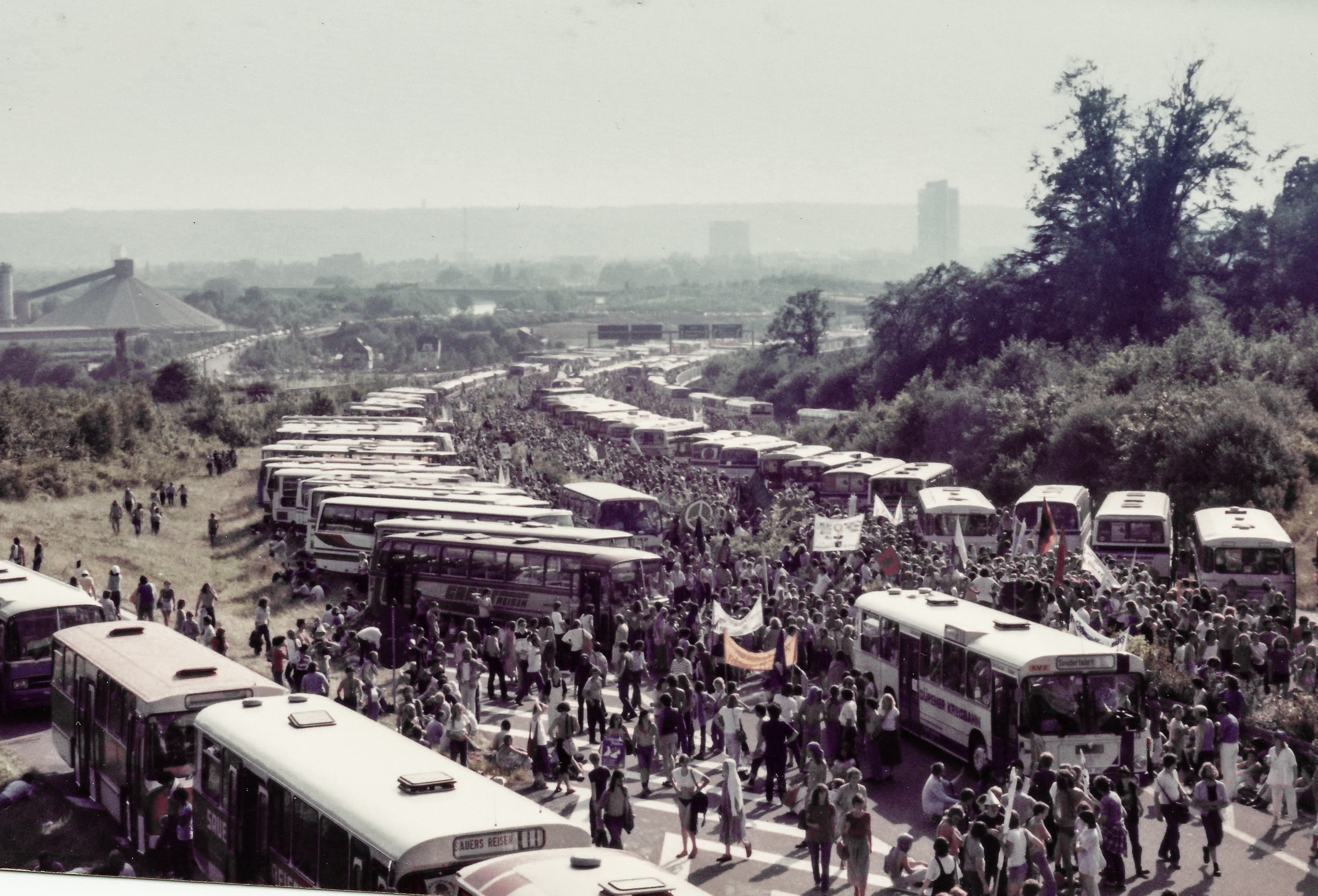
Als Parkplätze für die vielen Busse, mit denen ein erheblicher Teil der Anreise erfolgte, wurden Autobahnteilstücke gesperrt.

Die Friedensdemonstration in Bonn 1982 fand am 10. Juni 1982 auf den Rheinwiesen im Bonner Stadtbezirk Beuel statt. Bonn war damals Regierungssitz der Bundesrepublik Deutschland. An der Veranstaltung nahmen etwa 500.000 Menschen teil, um unter anderem gegen den NATO-Doppelbeschluss zu protestieren. Anlass war ein Gipfeltreffen der NATO in Bonn, an dem auch der US-amerikanische Präsident Ronald Reagan teilnahm. Die Demonstration stand unter dem Motto „Aufstehn! Für den Frieden“. Das Plakatmotiv zeigte die Zeichnung einer älteren Frau, die mit ihrem Stöckelschuh gegen eine riesige schwarze Bombe trat. 

Die Organisation der Demonstrationszüge sowie der Kundgebung stellte ein erhebliches logistisches Problem dar. Wegen des NATO-Gipfels war die gesamte linksrheinische Bonner Innenstadt für Demonstranten zur Bannmeile erklärt worden. So wurde die Versammlung in die rechtsrheinische Rheinaue verlegt. Die Anreise aus dem gesamten Bundesgebiet erfolgte neben Sonderzügen vielfach mit Bussen. Speziell für diese wurden Autobahnteilstücke gesperrt (A 562, A 59). Von denen aus mussten die Demonstrationsteilnehmer dann zu Fuß zu den einzelnen Auftaktplätzen gelangen.
Im Oktober 1981 hatte in Bonn eine Demonstration vergleichbarer Größe stattgefunden, im November 1981 eine ähnlich große Friedensdemonstration in Amsterdam. Die enorme Teilnehmerzahl ergab sich dadurch, dass ein äußerst vielfältiges Bündnis, insbesondere von Jugendorganisationen, dazu aufgerufen hatte. Zum Teil gab es dadurch auch erhebliche innerorganisatorische Auseinandersetzungen um die Teilnahme, die mancherorts gegen eine explizite Beschlusslage erfolgte, wie beispielsweise in den Gewerkschaften.
Die Band BAP ließ sich von der Demonstration zum Lied Zehnter Juni inspirieren. Joseph Beuys sang aus diesem Anlass das Lied Sonne statt Reagan. Dorothee Sölle sagte auf der Schlusskundgebung: „Wir haben eine andere Idee von Freiheit, Mr. Reagan, und wir haben eine andere Idee von der Bergpredigt, Herr Bundeskanzler.“
Siehe auch: Kernwaffen in Deutschland